# Oficialía Mayor de la Ciudad de México
La Oficialía Mayor de la Ciudad de México fue la dependencia del Gobierno de la Ciudad de México encargada de la administración interna de la Administración Pública de la Ciudad de México. Tiene a su cargo las funciones administrativas sobre recursos humanos y materiales del Gobierno de la Ciudad de México. 
Fue desaparecida en 2019 y sus funciones fueron integradas a la Secretaría de Administración y Finanzas de la Ciudad de México.

## Funciones
Las funciones de la Oficialía Mayor se encontraban establecidas por la Ley Orgánica de la Administración Pública del Distrito Federal y el Reglamento Interior de la Administración Pública del Distrito Federal. En la primera de ellas se establecen, entre otras, las siguientes funciones:
- Diseñar, coordinar e implementar las normas, políticas y criterios que en materia de administración interna deben observar las dependencias, órganos desconcentrados y entidades que integran la Administración Pública de la Ciudad de México.
- Apoyar al jefe de Gobierno en la conducción de las entidades paraestatales agrupadas en cada subsector, y participar en la elaboración de sus respectivos programas.
- Operar la organización, funcionamiento y desarrollo del servicio público de carrera.
- Expedir lineamientos generales para la selección, evaluación, certificación y promoción de los servidores públicos de la Administración Pública del Distrito Federal.
- Autorizar los tabuladores para el pago de los servidores públicos de la Administración Pública del Distrito Federal centralizada y desconcentrada.
- Intervenir en la formulación de las Condiciones Generales de Trabajo.
- Establecer la normatividad correspondiente a los arrendamientos, enajenaciones y adquisiciones que realice el Distrito Federal.
- Administrar los bienes muebles e inmuebles del Distrito Federal cuidando su mantenimiento, conservación y acondicionamiento.
- Celebrar, otorgar y suscribir los contratos, convenios, escrituras públicas y demás actos jurídicos de cualquier índole, necesarios para el ejercicio de las atribuciones del órgano ejecutivo local.

## Oficiales Mayores de la Ciudad de México
- Gobierno de Cuauhtémoc Cárdenas Solórzano (1997 - 1999)
  - (1997 - 1998): Jesús González Schmal[2]
  - (1998 - 1999): Porfirio Barbosa

- Gobierno de Rosario Robles (1999 - 2000)
  - (1999 - 2000): Porfirio Barbosa

- Gobierno de Andrés Manuel López Obrador (2000 - 2005)
  - (2000 - 2005): Octavio Romero Oropeza

- Gobierno de Alejandro Encinas Rodríguez (2005 - 2006)
  - (2005): Octavio Romero Oropeza[3]
  - (2005 - 2006): Emilio Anaya Aguilar

- Gobierno de Marcelo Ebrard Casaubón (2006 - 2012)
  - (2006 - 2010):Ramón Montaño Cuadra
  - (2010 - 2012): Adrián Michel Espino[4]
  - (2012): Jesús Orta

- Gobierno de Miguel Ángel Mancera (2012 - 2018)
  - (5 de diciembre de 2012 - 14 de octubre de 2014): Edgar Armando González Rojas[5]
  - (27 de octubre de 2014 - 4 de diciembre de 2018): Mtro. Jorge Silva Morales[6]